# Stenbittjärnen (Vibyggerå socken, Ångermanland)
Stenbittjärnen är en sjö i Kramfors kommun i Ångermanland och ingår i Nätraåns huvudavrinningsområde.